# Ana París García
Ana París García (La Roda de Andalucía, 25 de novembre de 1898 - Sevilla, 5 de febrer de 1938) Fou una dona republicana, militant de la UGT i lider sindicalista. Detinguda pels feixistes a l'inici de la Guerra Civil, fou jutjada i condemnada a mort. Executada al garrot vil, fou l'única dona ajusticiada amb aquest mètode de la qual es té constància a Sevilla.

## Biografia
Ana París García, defensora de les causes socials i partidaria del Front Popular presidia la Secció femenina de la UGT, freqüentava La Casa del Pueblo i feia proselitisme perquè les dones s'afiliessin al Sindicat. Estava casada amb Juan Aniceto Díaz, tenia una filla de 4 anys (Manoli) i un fill d'1 any (Rafael) Vivien al carrer Pérez Galdós de La Roda de Andalucía, un petit poble al llindar de la província de Màlaga, que comptava amb un important nus ferroviari que enllaçava amb l'eix de Bobadilla-Estació on confluïen les principals línies de passatgers i mercaderies de la regió.

## La Guerra Civil
El 17 de Juliol de 1936 el General Franco encapçalà des del Marroc un cop d'estat contra el govern de la Segona República que ràpidament es va estendre a la Península. A les dues de la tarda del dia 18, una part de la guarnició de Sevilla comandada pel general Queipo de Llano es va adherir a la sublevació que passà a denominar-se Movimiento Nacional.
Ana París es va oposar aferrissadament als rebels animant els homes a la lluita, i a manca de fusells, ella mateixa va repartir falçs i eines del camp. Van aguantar fins al 21 de Juliol que arribà procedent de Màlaga una columna de milicians que van resistir fins al dia 29 que les tropes feixistes del comandant Antonio Castejón Espinosa van ocupar el poble.
La detenció dels republicans fou la tasca prioritària dels invasors i la repressió va ser implacable. Ana París va intentar fugir muntada en una mula però a l'arribar a la Colonia de Santa Ana (Antequera) fou reconeguda i entregada als falangistes que la van retornar a la Roda.

## Repressió i mort
A mitjans d'agost de 1936 fou traslladada a la presó de Sevilla on passà uns mesos. El 1937 va ser jutjada per un delicte de Rebelión militar con agravantes, perversidad moral y peligrosidad social. Fou condemnada a la pena capital i es trià el metòde més cruel i exemplaritzant, reservat normalment als delinqüents comuns: el garrot vil.
L'execució va tenir lloc el 5 de febrer de 1938. El botxí encarragat fou Cándido Cartón, titular de l'Audiència de Sevilla que amb la seva imperícia va prellongar innecessàriament l'agonia i el patiment de la víctima.

## Memòria històrica
No va ser fins al 26 de desembre del 2007 que el govern de José Luis Rodriguez Zapatero va aprovar la Llei de Memòria Històrica que reconeixia certs drets i establia algunes mesures compensatories a favor de les persones que havien patit violència, mort o persecució durant la Guerra Civil i la Dictadura Franquista.
A la Roda de Andalucia es desconeix el nombre exacte de víctimes però es calculen unes 60 persones de tots dos bàndols. Les investigacions de José María Márquez i l'historiador local Dr.Joaquín Octavio Prieto Pérez, han determinat que 38 persones d'esquerres foren afusellades a la Roda entre el 18 de Juliol de 1936 i el 18 de febrer de 1937 a les quals s'hauria d'afegir un nombre indeterminat de persones de llocs propers que es trobaven accidentalment al poble i també foren enterrades en fosses comunes, alguna de les quals fou buidada i les restes traslladades al Valle de los Caidos.
L'Institut Andalús de la Dona va presentar a l'octubre del 2006 el llibre i l'exposició titulada Las andaluzas y la política (1931-2006) que treia de l'oblit les activistes i documentava llurs reivindicacions durant la República, la Guerra Civil, La Dictadura, La Transició i la Democràcia.
El novembre de 2018 fou patrocinada per l'Ajuntament de Sevilla l'exposició i el llibre IV Homenaje a las víctimas del Franquismo. que recull la duresa de la Campanya d'Andalusia.